# Ложноопёнок серопластинчатый
Ложноопёнок серопластинчатый, или маковый (лат. Hypholoma capnoides) — съедобный гриб из рода Гифолома (Hypholoma) семейства Строфариевые Strophariaceae. 
Синонимы:
- Agaricus capnoides Fr., 1818basionym
- Naematoloma capnoides (Fr.) P. Karst., 1880
- Geophila capnoides (Fr.) Quél., 1886
- Dryophila capnoides (Fr.) Quél., 1888
- Psilocybe capnoides (Fr.) Noordel., 1995

## Описание

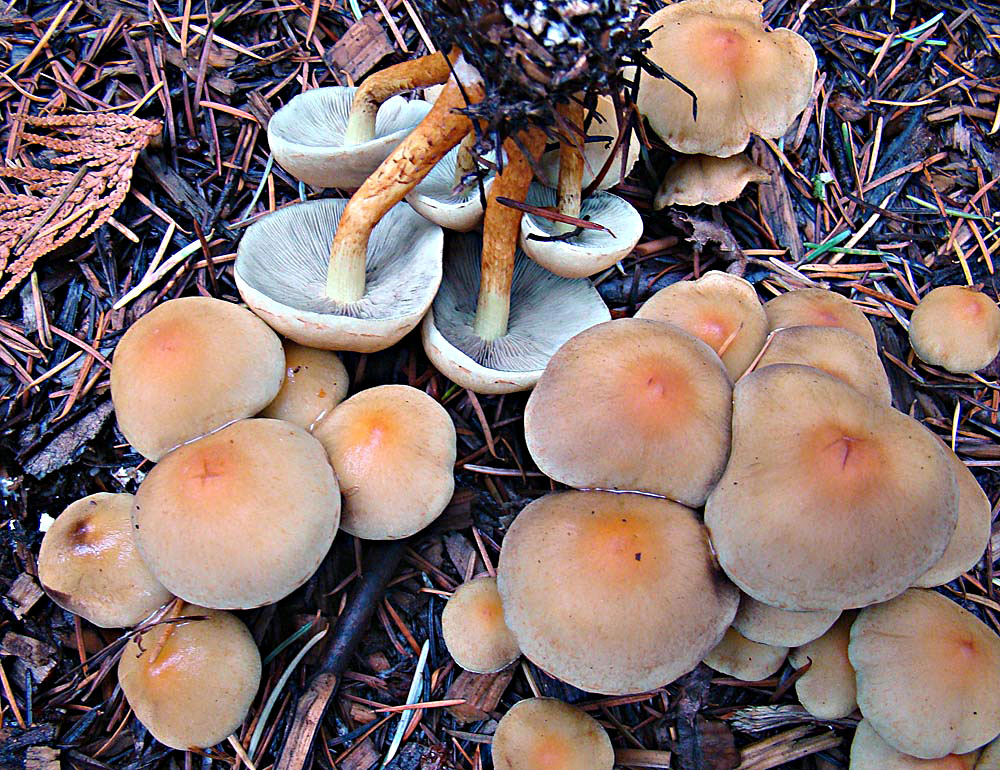

Шляпка диаметром 2—6 (8) см, выпуклая, потом распростёртая, жёлтая, оранжевая, красновато-коричневая, буроватая. Мякоть белая или бледно-жёлтая, с приятным запахом. Пластинки у молодых грибов беловатые или желтоватые, потом голубовато-серые, с возрастом темнеющие. Ножка 3—10 х 0,4—0,8 см, полая, без кольца, иногда с остатками частного покрывала, желтоватая, внизу ржаво-коричневая. Споры синевато-серые.

## Сходные виды
Съедобные: 
- Опёнок летний (Kuehneromyces mutabilis)

Ядовитые: 
- Ложноопёнок кирпично-красный (Hypholoma sublateritium)
- Галерина окаймленная (Galerina marginata)
- Ложноопёнок серно-жёлтый (Hypholoma fasciculare)